# Priene (chi ốc biển)
Priene là một chi ốc biển săn mồi, là động vật thân mềm chân bụng sống ở biển trong họ Ranellidae, họ ốc tù và.

## Các loài
Các loài thuộc chi Priene bao gồm:
- Priene scabrum (King, 1832)[2]